# باشگاه والیبال مهر پارس فارس
باشگاه والیبال مهر پارس فارس یک باشگاه والیبال ایرانی است که سال ۱۳۹۳ در شیراز تأسیس شد و در سال اول در لیگ برتر والیبال ایران حضور داشت و در ان سال به لیگ دسته اول سقوط کردوسال۹۴ در دسته ۱تیم داری کرد.

## سازنده البسه
| لیگ   | سازنده البسه | اسپانسر پیراهن |
| ----- | ------------ | -------------- |
| ۱۳۹۳- | مجید         | Pars Mehr      |